# Andrew Weibrecht
Andrew Weibrecht (ur. 10 lutego 1986 w Lake Placid) – amerykański narciarz alpejski, dwukrotny medalista olimpijski oraz brązowy medalista mistrzostw świata juniorów.

## Kariera
Po raz pierwszy na arenie międzynarodowej Andrew Weibrecht pojawił się 17 grudnia 2001 roku w Sunday River, gdzie w zawodach FIS Race w slalomie zajął 39. miejsce. W 2004 roku wystartował na mistrzostwach świata juniorów w Mariborze, gdzie jego najlepszym wynikiem było czternaste miejsce w supergigancie. Na rozgrywanych rok później mistrzostwach świata juniorów w Bardonecchii, zajmując między innymi dwudzieste miejsce w slalomie gigancie. Pierwszy sukces osiągnął podczas mistrzostw świata juniorów w Quebecu w 2006 roku, zdobywając brązowy medal w supergigancie. Blisko medalu był też w kombinacji, jednak walkę o podium przegrał z Czechem Kryštofem Krýzlem i zajął ostatecznie czwartą pozycję.
W Pucharze Świata zadebiutował 30 listopada 2006 roku w Beaver Creek, gdzie został jednak zdyskwalifikowany w superkombinacji. Pierwsze pucharowe punkty wywalczył rok później w tej samej miejscowości, kiedy rywalizację w superkombinacji zakończył na czternastym miejscu. Na podium zawodów PŚ po raz pierwszy stanął 5 grudnia 2015 roku w Beaver Creek, zajmując trzecie miejsce w supergigancie. Lepsi byli tam jedynie Austriak Marcel Hirscher oraz kolejny reprezentant USA, Ted Ligety. Najlepsze wyniki osiągnął w sezonie 2009/2010, kiedy zajął 54. miejsce w klasyfikacji generalnej i 23. miejsce w klasyfikacji supergiganta.
W 2009 roku wystąpił na mistrzostwach świata w Val d’Isère, gdzie jego najlepszym wynikiem było 39. miejsce w supergigancie. Rok później brał udział w igrzyskach olimpijskich w Vancouver, gdzie w swej koronnej konkurencji wywalczył brązowy medal. W zawodach tych wyprzedzili go jedynie Norweg Aksel Lund Svindal oraz inny reprezentant USA, Bode Miller. Na tych samych igrzyskach był jedenasty w kombinacji, a w zjeździe zajął 21. miejsce. Na mistrzostwach świata w Garmisch-Partenkirchen w 2011 roku nie wystąpił z powodu kontuzji. Dwa lata później, podczas mistrzostw świata w Schladming zajął 22. miejsce w zjeździe, a rywalizacji w supergigancie nie ukończył. Wystąpił również na igrzyskach olimpijskich w Soczi w 2014 roku, zdobywając srebrny medal w supergigancie. Lepszy okazał się tam tylko Kjetil Jansrud z Norwegii. Startował także w kombinacji, ale nie ukończył rywalizacji.
5 grudnia 2015 roku po raz pierwszy stanął na podium pucharu świata w Beaver Creek, zdobywając 3. miejsce w supergigancie.

## Osiągnięcia

### Igrzyska olimpijskie
| Miejsce | Dzień     | Rok  | Miejscowość     | Konkurencja     | Czas biegu  | Strata  | Zwycięzca          |
| ------- | --------- | ---- | --------------- | --------------- | ----------- | ------- | ------------------ |
| 21.     | 15 lutego | 2010 | Whistler        | Zjazd           | 1:54,31 min | +1,43 s | Didier Défago      |
| 3.      | 19 lutego | 2010 | Whistler        | Supergigant     | 1:30,34 min | +0,31 s | Aksel Lund Svindal |
| 11.     | 21 lutego | 2010 | Whistler        | Superkombinacja | 2:44,92 min | +2,66 s | Bode Miller        |
| DNF     | 14 lutego | 2014 | Krasnaja Polana | Superkombinacja | 2:45,20 min | —       | Sandro Viletta     |
| 2.      | 16 lutego | 2014 | Krasnaja Polana | Supergigant     | 1:18,14 min | +0,30 s | Kjetil Jansrud     |

### Mistrzostwa świata
| Miejsce | Dzień    | Rok  | Miejscowość       | Konkurencja     | Czas biegu  | Strata  | Zwycięzca          |
| ------- | -------- | ---- | ----------------- | --------------- | ----------- | ------- | ------------------ |
| 39.     | 4 lutego | 2009 | Val d’Isère       | Supergigant     | 1:27,48 min | +8,07 s | Didier Cuche       |
| DNF1    | 7 lutego | 2009 | Val d’Isère       | Zjazd           | 2:07,01 min | -       | John Kucera        |
| DNS2    | 9 lutego | 2009 | Val d’Isère       | Superkombinacja | 2:23,00 min | -       | Aksel Lund Svindal |
| DNF1    | 6 lutego | 2013 | Schladming        | Supergigant     | 1:23,96 min | -       | Ted Ligety         |
| 22.     | 9 lutego | 2013 | Schladming        | Zjazd           | 2:01,32 min | +3,25 s | Aksel Lund Svindal |
| 20.     | 5 lutego | 2015 | Vail/Beaver Creek | Supergigant     | 1:15,68 min | +1,44 s | Hannes Reichelt    |
| 9.      | 7 lutego | 2015 | Vail/Beaver Creek | Zjazd           | 1:43,18 min | +0,67 s | Patrick Küng       |
| 22.     | 8 lutego | 2015 | Vail/Beaver Creek | Superkombinacja | 2:36,10 min | +2,47 s | Marcel Hirscher    |

### Mistrzostwa świata juniorów
| Miejsce | Dzień     | Rok  | Miejscowość  | Konkurencja | Czas biegu  | Strata     | Zwycięzca            |
| ------- | --------- | ---- | ------------ | ----------- | ----------- | ---------- | -------------------- |
| 31.     | 10 lutego | 2004 | Maribor      | Zjazd       | 1:09,61 min | +1,74 s    | Romed Baumann        |
| 14.     | 12 lutego | 2004 | Maribor      | Supergigant | 1:17,49 min | +1,77 s    | Hans Olsson          |
| 20.     | 13 lutego | 2004 | Maribor      | Gigant      | 2:17,40 min | +2,63 s    | Jeffrey Harrison     |
| DNF1    | 14 lutego | 2004 | Maribor      | Slalom      | 1:33,33 min | -          | Raphael Fässler      |
| 23.     | 23 lutego | 2005 | Bardonecchia | Zjazd       | 1:25,58 min | +2,22 s    | Rok Perko            |
| DNF1    | 24 lutego | 2005 | Bardonecchia | Slalom      | 1:24,10 min | -          | Filip Trejbal        |
| DNF1    | 25 lutego | 2005 | Bardonecchia | Supergigant | 1:25,20 min | -          | Michael Gmeiner      |
| 20.     | 27 lutego | 2005 | Bardonecchia | Gigant      | 2:10,28 min | +2,14 s    | Michael Gmeiner      |
| 16.     | 2 marca   | 2006 | Québec       | Zjazd       | 1:27,26 min | +1,75 s    | Christopher Beckmann |
| 3.      | 4 marca   | 2006 | Québec       | Supergigant | 1:11,81 min | +0,06 s    | Michael Sablatnik    |
| 11.     | 5 marca   | 2006 | Québec       | Slalom      | 1:32,98 min | +2,33 s    | Mikkel Bjørge        |
| 18.     | 6 marca   | 2006 | Québec       | Gigant      | 2:20,50 min | +3,20 s    | Stefan Guay          |
| 4.      | 6 marca   | 2006 | Québec       | Kombinacja  | 15,70 pkt   | +45,62 pkt | Romed Baumann        |

### Puchar Świata

#### Miejsca w klasyfikacji generalnej
| Sezon     | Puchar Świata | Zjazd      | Slalom | Gigant | Supergigant | Kombinacja |
| --------- | ------------- | ---------- | ------ | ------ | ----------- | ---------- |
| 2007/2008 | 93.miejsce    | 39.miejsce | -      | -      | -           | 38.miejsce |
| 2008/2009 | 97.miejsce    | 42.miejsce | -      | -      | 30.miejsce  | 48.miejsce |
| 2009/2010 | 54.miejsce    | 26.miejsce | -      | -      | 23.miejsce  | 40.miejsce |
| 2010/2011 | -             | -          | -      | -      | -           | -          |
| 2011/2012 | 83.miejsce    | -          | -      | -      | 24.miejsce  | -          |
| 2012/2013 | 101.miejsce   | -          | -      | -      | 29.miejsce  | -          |
| 2013/2014 | 70.miejsce    | -          | -      | -      | 26.miejsce  | 33.miejsce |
| 2014/2015 | 40.miejsce    | 46.miejsce | -      | -      | 12.miejsce  | 26.miejsce |

#### Miejsca na podium zawodów
1. Beaver Creek – 5 grudnia 2015 (supergigant) – 3. miejsce
2. Kitzbühel – 22 stycznia 2016 (supergigant) – 2. miejsce